# Deropeltis dichroa
Deropeltis dichroa är en kackerlacksart som beskrevs av Gerstaecker 1883. Deropeltis dichroa ingår i släktet Deropeltis och familjen storkackerlackor. Inga underarter finns listade i Catalogue of Life.